# 蒙费尔米
蒙费尔米（法語：Montfermy，法語發音：[mɔ̃fɛʁmi]）是法国多姆山省的一个市镇，属于里永区。

## 地理
蒙费尔米（45°52'49"N, 2°48'36"E）面积14.25 平方千米，位于法国奥弗涅-罗讷-阿尔卑斯大区多姆山省，该省份为法国中南部省份，北起阿列省接壤，东临卢瓦尔省，南至上盧瓦爾省和康塔爾省，西接科雷兹省和克勒兹省。
与蒙费尔米接壤的市镇（或旧市镇、城区）包括：布罗蒙拉莫特、沙普德博福尔、拉古泰勒、圣雅克当比尔。

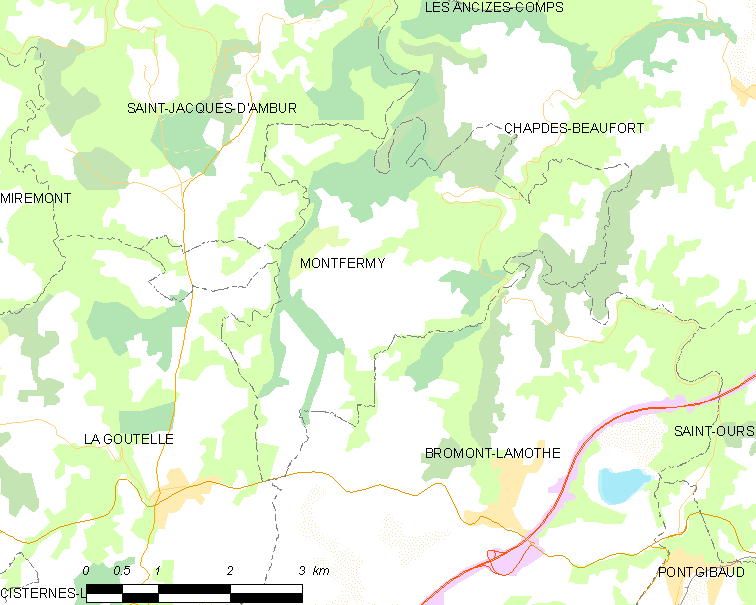
蒙费尔米的OSM定位图

蒙费尔米的时区为UTC+01:00、UTC+02:00（夏令时）。

## 行政
蒙费尔米的邮政编码为63230，INSEE市镇编码为63238。

## 政治
蒙费尔米所属的省级选区为圣乌尔斯县。

## 人口

1962-2008年间蒙费尔米人口变化图示

蒙费尔米于2022年1月1日时的人口数量为226人。